# إزاك ماركوس يوست
إسحاق ماركوس جوست (بالألمانية: Isaak Markus Jost)‏ (و. 1793 – 1860 م) هو مؤرخ ألماني، ولد في برنبورغ، توفي في فرانكفورت، عن عمر يناهز 67 عاماً.

## التعليم
تعلم في جامعة غوتينغن.